# Impedancia mecánica en cimentaciones profundas

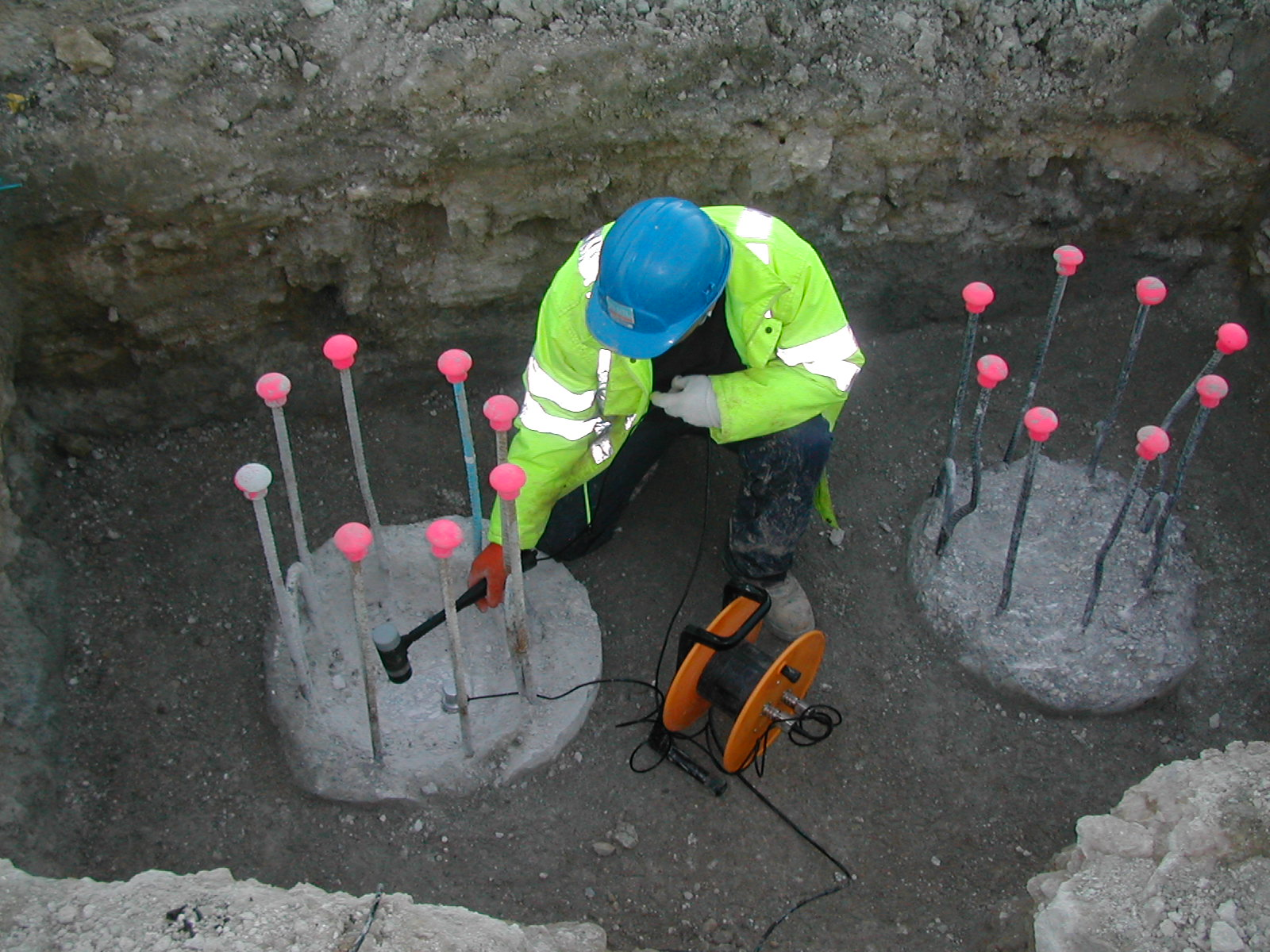
Ensayo de impedancia mecánica en un pilote.

La impedancia mecánica en cimentaciones profundas es un ensayo de integridad no destructivo para cimentaciones profundas (pilotes principalmente) de hormigón armado.

## Principio
Detecta posibles anomalías mediante el análisis de la respuesta vibratoria del elemento ante un pequeño impacto con un martillo instrumentado. Es un método más completo que la simple detección de un eco. La impedancia mecánica es la relación entre la fuerza aplicada y la velocidad registrada en cabeza. El método se basa en la analogía con la impedancia eléctrica (Fuerza y Tensión) y (Velocidad e Intensidad).

## Requerimientos
No requiere ninguna instrumentación previa pero sí una pequeña preparación de la cabeza del elemento. 
1. Se realiza con un equipo portátil, que incluye un auscultador, un martillo instrumentado que mide la fuerza del impacto y un geófono que mide la respuesta en velocidad. El geófono se acopla correctamente mediante un compuesto viscoso sobre la cabeza del elemento, y se golpea en su centro. Se almacenan digitalmente ambas señales para su posterior tratamiento.

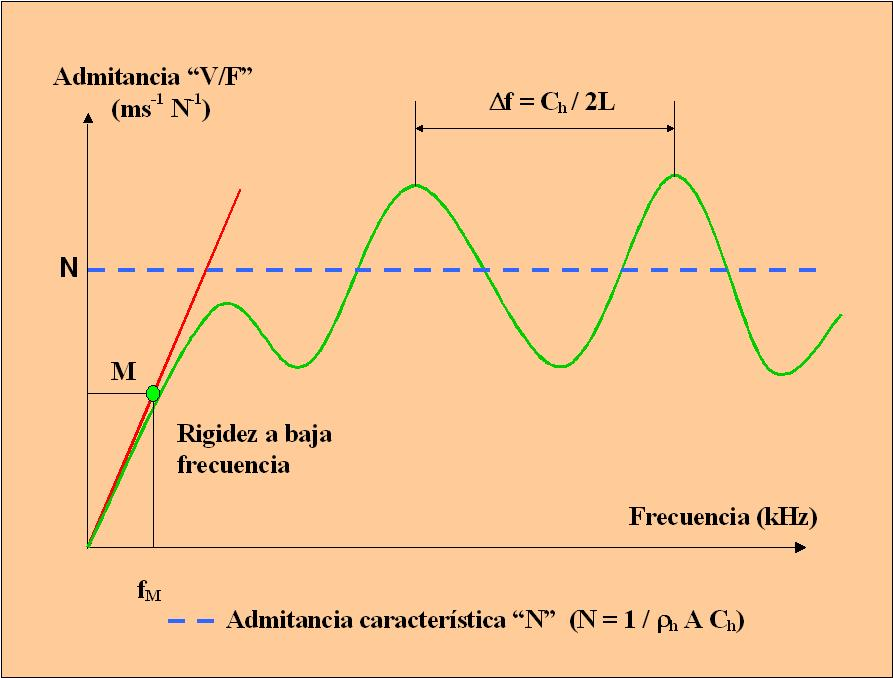
Curva de movilidad de un pilote.

1. Se obtiene una curva de movilidad que permite calcular los siguientes parámetros:

- longitud (entre la cabeza y el reflector) que corresponde a la profundidad del elemento o a una anomalía,
- rigidez que permite cuantificar la interacción elemento/suelo,
- admitancia que caracteriza la sección y las propiedades mecánicas del material.

El análisis conjunto de estos tres parámetros reales y su comparación con la respuesta teórica proporciona un diagnóstico preciso sobre la integridad del elemento.
La realización de este ensayo no destructivo por personal altamente especializado garantiza su calidad y permite emitir in situ un avance de resultados con una primera valoración del estado del elemento auscultado.